# Otok pasa (Američki Djevičanski otoci)
Otok pasa (eng. Dog Island) je mali, nenaseljeni otok koji se nalazi istočno-jugoistočno od otoka Little Saint James na Američkim Djevičanskim otocima. Otok pasa je odvojen od Little Saint Jamesa usjekom Dog Island. S njegove istočne strane nalaze se Pasje stijene (eng. Dog Rocks). Za razliku od Little Saint Jamesa u privatnom vlasništvu, Dog Island je u vlasništvu vlade američkih Djevičanskih otoka. 